# Glabella faba
Glabella faba is een slakkensoort uit de familie Marginellidae.De wetenschappelijke naam is gepubliceerd in 1758 door Linnaeus in de tiende editie van Systema naturae.